# Picador Guest Professorship for Literature
Die Picador Guest Professorship for Literature ist eine 2006 von der Universität Leipzig gemeinsam mit dem Picador Verlag, dem Deutschen Akademischen Austauschdienst und Holtzbrinck Berlin am Institut für Amerikanistik der Universität Leipzig eingerichtete Gastprofessur. Diese soll der Vermittlung und kritischen Reflexion der anglo-amerikanischen Literatur dienen.
Leitmotiv der Picador-Gastprofessur ist die Demokratie der Sprache und Literatur. Junge Autoren englischer Sprache treffen mit Studenten der Universität Leipzig auf einer gemeinsamen Ebene, dem literarischen Arbeiten, zusammen. Eingeladen werden Autoren, Drehbuchschreibende sowie Kritiker. Arrivierte Autoren werden ebenso angesprochen wie Newcomer und Schriftsteller der Avantgarde. Jedes Semester werden jeweils zwei Seminare angeboten: Eines zu Literaturgeschichte, eines zu Creative Writing.
Im Sommersemester 2020 wurde die Professur aufgrund der Covid-19-Pandemie nicht besetzt.

## Liste der Gastprofessoren
- Phillip B. Williams (2025)
- Daniel Gumbiner (2024/2025)
- Rita Bullwinkel (2024)
- Megan Giddings (2023/2024)
- Salvador Plascencia (2023)
- Emily Nemens (2022/2023)
- Hilary Leichter (2022)
- Don Mee Choi (2021/2022)
- Sheila Heti (2021)
- Oksana Marafioti (2020/2021)
- Morgan Jerkins (2019/2020)
- Josh Weil (2019)
- Sasha Pimentel (2018/2019)
- Rajesh Parameswaran (2018)
- Daniel Peña (2017/2018)
- Tom Drury (2017)
- Paul La Farge (2016/17)
- Justin Torres (2016)
- Linn Dinh (2015/16)
- Lauren K. Alleyne (2015)
- Michael Lowenthal (2014/15)
- Guillermo Verdecchia (2014)
- Jennine Capó Crucet (2013/2014)
- Calvin Baker (2013)
- Alexander Chee (2012/2013)
- Fiona Maazel (2012)
- Porochista Khakpour (2011/2012)
- Shannon Cain (2011)
- Nathalie Handal (2010/2011)
- Christian Hawkey (2010)
- Olen Steinhauer (2009/2010)
- Catherine Chung (2009)
- Nancy Kress (2008/2009)
- Chuck Klosterman (2008)
- John Haskell (2007/2008)
- James Hopkin (2007)
- Tristan Hughes (2006/2007)